# Gottfried Ernst Pestel
Pour les articles homonymes, voir Pestel.
Gottfried Ernst Pestel ou Bestel (7 février 1654 – 7 septembre 1732) est un compositeur et organiste allemand de Weida (Thuringe) et Altenburg au sud de Leipzig. C'est Johann Ludwig Krebs, un élève bien connu de Jean-Sébastien Bach qui a pris sa succession en 1756, après Christian Lorenz (1732-1748).

## Biographie
Pestel est organiste à Altenburg à partir de 1677.

## Œuvres
- 17 préludes de chorals inclus dans le Mylauer-Tabulaturbuch[2],[3].
- Komm du schoene Freudenkrone, Cantate[4]
- Suite, incluse dans l'Andreas Bach Buch.

## Enregistrement
- Komm du schoene Freudenkrone, cantate - Matthias Jung (2007, CPO 777 332-2)